# Wereldkampioenschappen moderne vijfkamp 1969
De wereldkampioenschappen moderne vijfkamp 1969 werden gehouden in Boedapest in Hongarije. Er stonden twee onderdelen op het programma alleen voor mannen. 

## Medailles

### Mannen
| Onderdeel   | Goud | Goud                                                  | Zilver | Zilver                               | Brons | Brons                                   |
| ----------- | ---- | ----------------------------------------------------- | ------ | ------------------------------------ | ----- | --------------------------------------- |
| Individueel | HUN  | András Balczó                                         | URS    | Boris Onisjtsjenko                   | SWE   | Björn Ferm                              |
| team        | URS  | Boris Onisjtsjenko Vjatsjeslav Belov Stasis Sjaparnis | HUN    | Pál Bakó András Balczó Peter Kelemen | FRG   | Walter Esser Elmar Frings Karsten Reder |

### Medaillespiegel
| Plaats | Land                     | Goud | Zilver | Brons | Totaal |
| 1      | Hongarije                | 1    | 1      | 0     | 2      |
| 2      | Sovjet-Unie              | 1    | 1      | 0     | 2      |
| 3      | Bondsrepubliek Duitsland | 0    | 0      | 1     | 1      |
| 3      | Zweden                   | 0    | 0      | 1     | 1      |
| Totaal | Totaal                   | 2    | 2      | 2     | 6      |